# Estefanía Banini
Estefanía Banini (Mendoza, 21 juni 1990) is een voetbalspeelster uit Argentinië. Ze speelt als aanvaller voor FC Levante Las Planas in de Primera División Femenina.

## Clubcarrière
Estefanía Banini speelde vanaf 2011 tot 2024 voor het Chileense Colo-Colo. In december 2014 pakte ze met deze club voor het negende jaar op rij de titel in Chili. In januari 2015 stapte Banini over naar Amerikaanse Washington Spirit, waarvoor ze uitkwam in de National Women's Soccer League. Hier trof Banini Mark Parsons als hoofdcoach die haar omschreef als een 'exceptioneel talent'. Banini speelde de eerste vijf wedstrijden van het 2015 seizoen, maar liep daarna een blessure op die Banini de rest van het seizoen liet toekijken. In het 2016 seizoen maakte Banini haar rentree. Ze maakte in zeven wedstrijden vijf doelpunten totdat ze weer geblesseerd raakte. Banini won de volgende prijzen gedurende haar tijd bij Washington Spirit: de Spirit 2016 Gouden schoen award, NWSL Goal van de Week voor week 13, NWSL Speler van de week voor Week 13, en NWSL-speler van de maand juli.
In oktober 2016 maakte Banini de overstap naar het Spaanse Valencia CF. Hier speelde ze één seizoen waarna ze terugkeerde bij Washington Spirit. In het 2018 seizoen miste Banini door deelname aan de Copa America 2018 en een knieblessure een reeks wedstrijden. Op 4 december 2018 tekende Banini een nieuwe verbintenis in Washington D.C..
In oktober 2018 werd Banini voor de duur van één seizoen verhuurd aan Levante UD, waarmee ze terugkeerde in de Primera División Femenina. In 2019 maakte ze de definitieve overstap naar Levante UD, waar ze een tweejarig contract tekende. Banini hielp haar team aan kwalificatie voor de Champions League. Daarnaast haalde ze de Copa de la Reina finale in 2021 met Levante. Deze ging, ondanks een doelpunt van Banini, met 4-2 verloren tegen FC Barcelona.
Op 3 juli 2021 maakte Banini de overstap naar competitiegenoot Atlético Madrid. Deze club verliet ze in 2024 voor een overstap naar competitiegenoot FC Levante Las Planas.

## Statistieken
| Seizoen | Club              | Competitie                     | Competitie | Competitie | Beker | Beker | Overig | Overig | Totaal | Totaal |
| Seizoen | Club              | Competitie                     | Wed.       | Dlp.       | Wed.  | Dlp.  | Wed.   | Dlp.   | Wed.   | Dlp.   |
| ------- | ----------------- | ------------------------------ | ---------- | ---------- | ----- | ----- | ------ | ------ | ------ | ------ |
| 2015    | Washington Spirit | National Women's Soccer League | 4          | 0          | 0     | 0     | 0      | 0      | 4      | 0      |
| 2016    | Washington Spirit | National Women's Soccer League | 15         | 5          | 0     | 0     | 0      | 0      | 15     | 15     |
| 2017    | Washington Spirit | National Women's Soccer League | 9          | 1          | 0     | 0     | 0      | 0      | 9      | 1      |
| 2018    | Washington Spirit | National Women's Soccer League | 12         | 1          | 0     | 0     | 0      | 0      | 12     | 1      |
| 2018/19 | Levante UD        | Primera División Femenina      | 19         | 4          | 2     | 0     | 0      | 0      | 21     | '4     |
| 2019/20 | Levante UD        | Primera División Femenina      | 16         | 3          | 2     | 0     | 0      | 0      | 18     | 3      |
| 2020/21 | Levante UD        | Primera División Femenina      | 27         | 1          | 1     | 0     | 1      | 0      | 29     | 1      |
| 2021/22 | Atlético Madrid   | Primera División Femenina      | 21         | 4          | 1     | 0     | 2      | 0      | 24     | 4      |
| 2022/23 | Atlético Madrid   | Primera División Femenina      | 28         | 2          | 4     | 2     | 0      | 0      | 32     | 4      |
| 2023/24 | Atlético Madrid   | Primera División Femenina      | 28         | 3          | 4     | 0     | 1      | 0      | 33     | 3      |
| Totaal  | Totaal            | Totaal                         | 179        | 24         | 21    | 3     | 5      | 0      | 206    | 26     |

Bijgewerkt t/m 24 juli 2024.

## Interlandcarrière
Estefanía Banini maakte sinds 2010 onderdeel uit van de selectie van Argentinië. In september 2014 wist Argentinië, mede door een benutte penalty van Banini, Brazilië te verslaan in een Copa América Femenina wedstrijd. Op de Copa America 2018 wist Banini drie keer te scoren.
In 2019 werd Banini opgenomen in de selectie van Argentinië voor het WK 2019. Ze werd benoemd tot aanvoerster van het Argentijnse team. In een wedstrijd tegen Japan wist Banini met haar land voor het eerste een punt te pakken op een wereldkampioenschap. Nadat Argentinië was uitgeschakeld in de groepsfase, uitte Banini kritiek op de volgens haar gedateerde trainingsmethoden van bondscoach Carlos Borrello en de slechte werkomstandigheden van de Argentijnse voetbalbond. Banini zou vervolgens voor bijna drie jaar geen enkele interland spelen voor Argentinië.
Op het einde van 2020 werd Banini opgenomen in de International Federation of Football History & Statistics, waarin ze de enige Argentijnse voetbalster was.
Op 8 april 2022 maakte Banini haar rentree in de basiself van Argentinië in een met 0-1 verloren vriendschappelijke wedstrijd tegen Chili. Een jaar later werd Banini opnieuw opgenomen in de selectie van Argentinië voor het WK 2023. Op dit eindtoernooi was de groepsfase opnieuw het eindstation voor de Argentijnen. Het derde groepsduel tegen Zweden (0-2 nederlaag) was de laatste interland voor Banini. Ze besloot na het eindtoernooi een punt te zetten achter haar interlandcarrière.

## Trivia
Estefanía Banini wordt vaak gezien als de vrouwelijke versie van Argentijnse superster Lionel Messi, of als de Argentijnse versie van Marta.